# Javier Rodríguez Hidalgo
Pour les articles homonymes, voir Hidalgo.
Javier Rodríguez Hidalgo, né en 1978 à Portugalete (province de Biscaye, Espagne), est un activiste, essayiste, éditeur et traducteur espagnol.

## Biographie
Entre 2001 et 2002, il est emprisonné pour un délit d'insoumission. Il participe à la lutte contre le TGV au Pays basque.
Javier Rodríguez Hidalgo collabore à la revue de critique anti-industrielle Los amigos de Ludd entre 2001 et 2006. Ensuite, entre 2006 et 2009, il édite la revue de critique sociale Resquicios. Il écrit aussi dans la revue Cul de sac.
Il a traduit en espagnol des auteurs tels que Lewis Mumford, Jaime Semprún, René Riesel, Jean-Marc Mandosio, Alexandre Jacob, Pablo Sastre et Joseba Sarrionandia, entre autres.
En juillet 2013, il publie ¿Sólo un dios puede aún salvarnos?, un essai sur Heidegger et la technique. Dans ce livre, Rodríguez Hidalgo conteste les idées du philosophe allemand et met en doute sa lucidité supposée sur la technique. 
En juin 2017, il publie un article où il critique le roman Patria de Fernando Aramburu et sa réception enthousiaste par la critique.

## Essais
- Javier Rodríguez Hidalgo et Ander Berrojalbiz, La docilidad en tiempos de Covid, Ediciones El Salmón, 2023.
- Javier Rodríguez Hidalgo, Adiós a una época que muere sin paz. La crítica del mundo moderno en la literatura española (1874-1936), Ediciones El Salmón, 2023.
- Javier Rodríguez Hidalgo, La revolución en la crítica de Félix Rodrigo Mora, éditions El Salmón, 2011.
- Javier Rodríguez Hidalgo, ¿Sólo un dios puede aún salvarnos? Heidegger y la técnica, éditions El Salmón, 2013.

### Traductions
- Jaime Semprún, Apología por la insurrección argelina, Muturreko, 2002.
- Grupo Marcuse, De la miseria humana en el medio publicitario, Melusina, 2009.
- Lewis Mumford, El mito de la máquina, traduit de l'anglais, Pepitas de calabaza, 2011.
- Nadine Ribault y Thierry Ribault, Los santuarios del abismo. Crónica de la catástrofe de Fukushima, Pepitas de calabaza, 2012.
- Joseba Sarrionandia, ¿Somos como moros en la niebla?, traduit du basque, Pamiela, 2012.
- William Morris, La era del sucedáneo, y otros textos contra la civilización moderna, Pepitas de calabaza, 2016.